# Murrabit
Murrabit is een plaats in de Australische deelstaat Victoria en telt 408 inwoners (2006).